# Хигути, Итиё
Итиё Хигути (яп. 樋口一葉 Хигути Итиё:, 2 мая 1872 года — 23 ноября 1896 года) — японская писательница.

## Биография
Родилась в семье мелкого полицейского чиновника, в частной школе изучала классическую японскую поэзию. Печаталась с 1892 года. Получила известность как автор рассказов и повестей из жизни простых людей Японии: «Жизнь в глуши» (1892), «Тринадцатая ночь» (1895), «Мутный поток» (1895). Умерла от туберкулёза. Произведения неоднократно инсценировались для театра и кино.
Изображена на банкноте Банка Японии номиналом в 5 000 иен образца 2004 года.